# Turano Lodigiano
Turano Lodigiano é uma comuna italiana da região da Lombardia, província de Lodi, com cerca de 1.265 habitantes. Estende-se por uma área de 16 km², tendo uma densidade populacional de 79 hab/km².
Faz fronteira com Credera Rubbiano (CR), Moscazzano (CR), Cavenago d'Adda, Mairago, Bertonico, Secugnago, Casalpusterlengo, Terranova dei Passerini.

## Demografia
| Variação demográfica do município entre 1861 e 2011                               |
|                                                                                   |
| Fonte: Istituto Nazionale di Statistica (ISTAT) - Elaboração gráfica da Wikipedia |